# Zum Grünen Baum (Kempten)

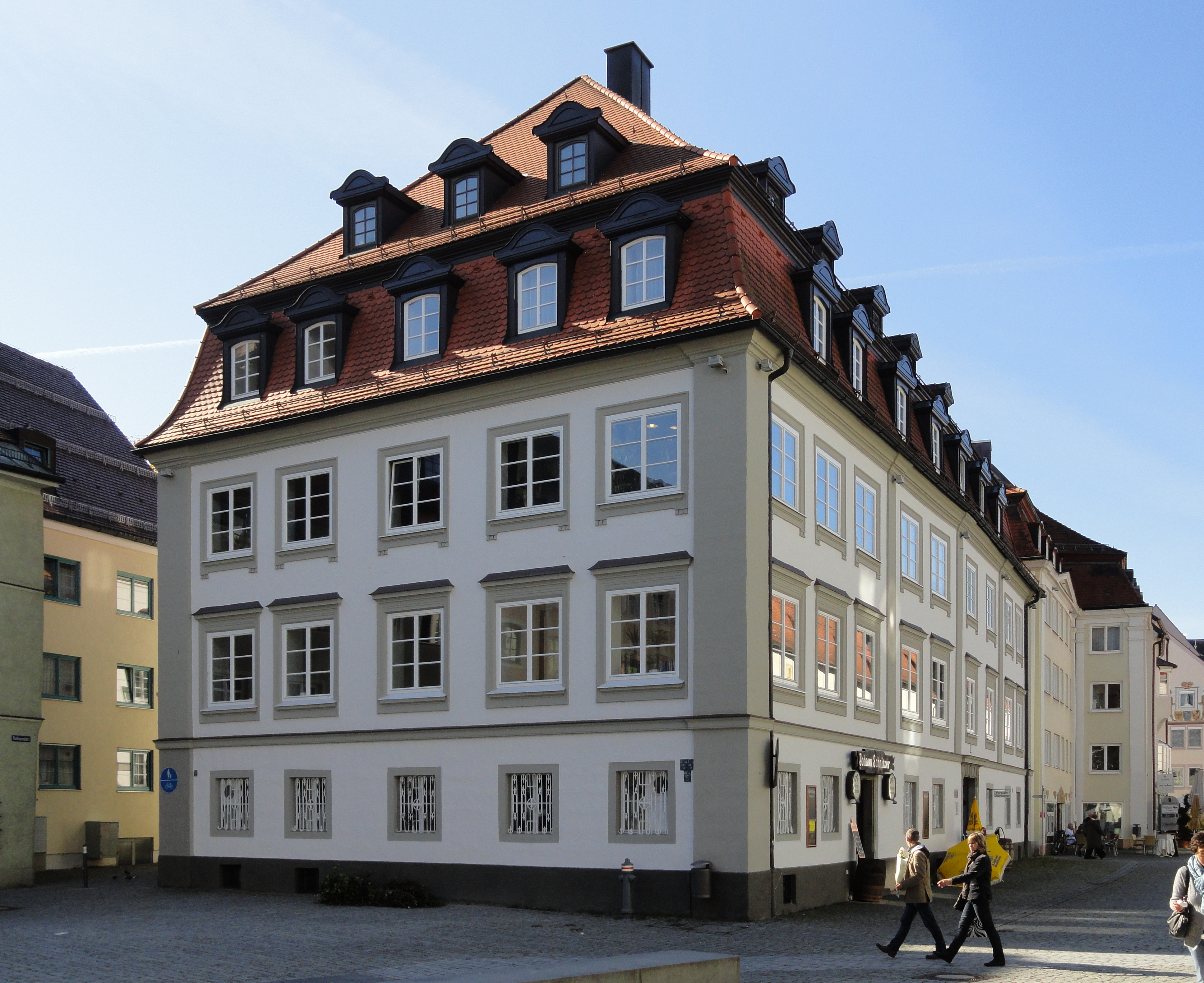
Das einstige Brauereihaus Grünbaum

Zum Grünen Baum (auch Grünbaumbrauerei) ist ein am Rathausplatz stehendes, denkmalgeschütztes Gebäude mit der Adresse Rathausplatz 13 in Kempten (Allgäu).

## Beschreibung und Geschichte
Das große, im Kern spätgotische Gebäude wurde zum Ende des 18. Jahrhunderts in den klassizistischen Stil umgestaltet. Das Gebäude hat ein Mansarddach und im Erdgeschoss Tonnen- und Kreuzgratgewölbe sowie eine gedrehte Säule aus dem Jahr 1585. Bis 1911 befand sich in der heutigen Gaststätte die Brauerei Grünbaum.

## Brauerei
Das Gebäude beherbergte von 1863 bis 1911 die Grünbaumbrauerei samt Gaststätte. 1911/12 schloss sich diese Brauerei dem Allgäuer Brauhaus an. Westlich des Gebäudes befanden sich mehrere kleinere Bierbrauereien.